# Grand Prix Monako 1935
Grand Prix Monako 1935 (oryg. VII Grand Prix de Monaco) – jeden z wyścigów Grand Prix rozegranych w 1935 roku, a pierwszy spośród tzw. Grandes Épreuves.

## Lista startowa
Na niebieskim tle kierowcy, którzy nie wzięli udziału w kwalifikacjach, lecz współdzielili samochód w czasie wyścigu
| Nr | Kierowca                | Zespół             | Samochód             | Silnik                |   |
| -- | ----------------------- | ------------------ | -------------------- | --------------------- | - |
| 2  | Rudolf Caracciola       | Daimler-Benz AG    | Mercedes-Benz W25    | Mercedes-Benz 4.0 S-8 | ? |
| 4  | Luigi Fagioli           | Daimler-Benz AG    | Mercedes-Benz W25    | Mercedes-Benz 4.0 S-8 | ? |
| 6  | Manfred von Brauchitsch | Daimler-Benz AG    | Mercedes-Benz W25    | Mercedes-Benz 4.0 S-8 | ? |
| 8  | Earl Howe               | Earl Howe          | Bugatti T59          | Bugatti 3.3 S-8       | ? |
| 10 | José de Villapadierna   | prywatny           | Maserati 8CM         | Maserati 3.0 S-8      | ? |
| 14 | Raymond Sommer          | prywatny           | Alfa Romeo Tipo B/P3 | Alfa Romeo 2.9 S-8    | ? |
| 16 | Louis Chiron            | Scuderia Ferrari   | Alfa Romeo Tipo B/P3 | Alfa Romeo 2.9 S-8    | ? |
| 18 | René Dreyfus            | Scuderia Ferrari   | Alfa Romeo Tipo B/P3 | Alfa Romeo 3.2 S-8    | ? |
| 20 | Tazio Nuvolari          | Scuderia Ferrari   | Alfa Romeo Tipo B/P3 | Alfa Romeo 3.2 S-8    | ? |
| 20 | Carlo Felice Trossi     | Scuderia Ferrari   | Alfa Romeo Tipo B/P3 | Alfa Romeo 3.2 S-8    | ? |
| 22 | Antonio Brivio          | Scuderia Ferrari   | Alfa Romeo Tipo B/P3 | Alfa Romeo 2.9 S-8    | ? |
| 24 | Philippe Étancelin      | Scuderia Subalpina | Maserati 6C-34       | Maserati 3.7 S-6      | ? |
| 26 | Goffredo Zehender       | Scuderia Subalpina | Maserati 8CM         | Maserati 3.0 S-8      | ? |
| 28 | Piero Dusio             | Scuderia Subalpina | Maserati 8CM         | Maserati 3.0 S-8      | ? |
| 30 | Giuseppe Farina         | Gino Rovere        | Maserati 6C-34       | Maserati 3.7 S-6      | ? |
| 32 | Luigi Soffietti         | prywatny           | Maserati 8CM         | Maserati 2.9 S-8      | ? |
| Nr | Kierowca                | Zespół             | Samochód             | Silnik                |   |

## Wyniki

### Kwalifikacje
Źródło: teamdan.com
| Poz. | Nr | Kierowca                | Konstruktor   | Czas   | Poz. s. |
| ---- | -- | ----------------------- | ------------- | ------ | ------- |
| 1    | 2  | Rudolf Caracciola       | Mercedes-Benz | 1:56,6 | 1       |
| 2    | 6  | Manfred von Brauchitsch | Mercedes-Benz | 1:57,0 | 2       |
| 3    | 4  | Luigi Fagioli           | Mercedes-Benz | 1:57,3 | 3       |
| 4    | 18 | René Dreyfus            | Alfa Romeo    | 1:59,0 | 4       |
| 5    | 20 | Tazio Nuvolari          | Alfa Romeo    | 1:59,4 | 5       |
| 6    | 22 | Antonio Brivio          | Alfa Romeo    | 2:01,0 | 6       |
| 7    | 16 | Louis Chiron            | Alfa Romeo    | 2:01,8 | 7       |
| 8    | 14 | Raymond Sommer          | Alfa Romeo    | 2:02,0 | 8       |
| 9    | 24 | Philippe Étancelin      | Maserati      | 2:02,2 | 9       |
| 10   | 26 | Goffredo Zehender       | Maserati      | 2:04,0 | 10      |
| 11   | 30 | Giuseppe Farina         | Maserati      | 2:04,0 | 11      |
| 12   | 8  | Earl Howe               | Bugatti       | 2:04,0 | 12      |
| 13   | 32 | Luigi Soffietti         | Maserati      | 2:05,1 | 13      |
| 14   | 28 | Piero Dusio             | Maserati      | 2:06,0 | 14      |
| 15   | 10 | José de Villapadierna   | Maserati      | 2:07,3 | 15      |
| Poz. | Nr | Kierowca                | Konstruktor   | Czas   | Poz. s. |

### Wyścig

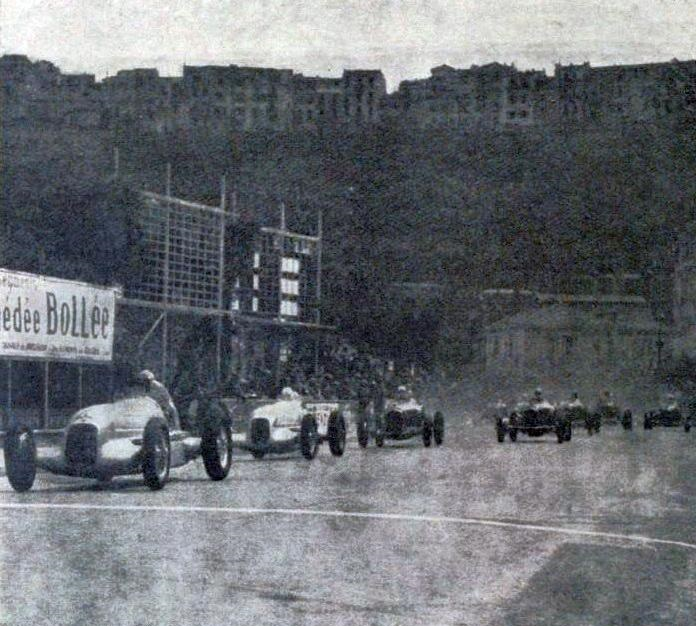
Kierowcy po starcie wyścigu

Źródło: kolumbus.fi
| P                 | + / – | Nr | Kierowca                           | Konstruktor   | Okr. | Czas / Strata   | Komentarz              |
| ----------------- | ----- | -- | ---------------------------------- | ------------- | ---- | --------------- | ---------------------- |
| 1                 | 2     | 4  | Luigi Fagioli                      | Mercedes-Benz | 100  | 3h23:49,8       |                        |
| 2                 | 2     | 18 | René Dreyfus                       | Alfa Romeo    | 100  | +0:31,5         |                        |
| 3                 | 3     | 22 | Antonio Brivio                     | Alfa Romeo    | 100  | +1:06,4         |                        |
| 4                 | 5     | 24 | Philippe Étancelin                 | Maserati      | 99   | +1 okr          |                        |
| 5                 | 2     | 16 | Louis Chiron                       | Alfa Romeo    | 97   | +3 okr          |                        |
| 6                 | 2     | 14 | Raymond Sommer                     | Alfa Romeo    | 94   | +6 okr          |                        |
| 7                 | 3     | 26 | Goffredo Zehender                  | Maserati      | 93   | +7 okr          |                        |
| 8                 | 5     | 32 | Luigi Soffietti                    | Maserati      | 91   | +9 okr          |                        |
| Niesklasyfikowani |       |    |                                    |               |      |                 |                        |
|                   |       | 2  | Rudolf Caracciola                  | Mercedes-Benz | 65   | Zawór           |                        |
|                   |       | 10 | José de Villapadierna              | Maserati      | 65   | Wypadek         |                        |
|                   |       | 20 | Tazio Nuvolari Carlo Felice Trossi | Alfa Romeo    | 53   | Hamulce         | Samochód współdzielony |
|                   |       | 8  | Earl Howe                          | Bugatti       | 34   | Hamulce         |                        |
|                   |       | 30 | Giuseppe Farina                    | Maserati      | 21   | Pompa paliwowa  |                        |
|                   |       | 28 | Piero Dusio                        | Maserati      | 3    | Wypadek         |                        |
|                   |       | 6  | Manfred von Brauchitsch            | Mercedes-Benz | 1    | Skrzynia biegów |                        |
| P                 | + / – | Nr | Kierowca                           | Konstruktor   | Okr. | Czas / Strata   | Komentarz              |

### Najszybsze okrążenie
Źródło: teamdan.com
| Nr | Kierowca      | Konstruktor | Czas   | Okr. |
| -- | ------------- | ----------- | ------ | ---- |
| 4  | Luigi Fagioli | Auto Union  | 1:58,4 |      |